# Propagación por espacio libre

## Propagación por el espacio libre
En la propagación de ondas electromagnéticas hay diversos mecanismos que se encargan de esta, dichas ondas de radio se ven afectadas al momento de propagarse por el espacio. Esto implica que debido a los múltiples reflejos de varios objetos, las ondas electromagnéticas viajan a lo largo de diferentes longitudes y la interacción entre estas ondas provoca un desviamiento por trayectos múltiples en una ubicación y la intensidad de las ondas disminuye a medida que aumenta la distancia entre el transmisor y el receptor. También encontramos los modelos de pequeña escala que se encarga de la caracterización de las fluctuaciones rápidas de la intensidad de la señal recibida en distancias de viaje muy corta o duraciones de tiempo muy cortas.
El modelo de propagación en el espacio libre, la intensidad recibida por una antena receptora que está separada por una distancia (d) de una antena transmisora radiante, está dada por la ecuación de espacio libre de Friis la cual fue presentada por primera vez por el ingeniero de radio danés-estadounidense Harald T. Friis en 1946, La idea original de Friis era prescindir del uso de directividad o ganancia al describir el rendimiento de la antena, en vez de eso está el descriptor de área de captura de antena como una de las dos partes importantes de la ecuación que caracteriza el comportamiento de un circuito de radio en el espacio libre.

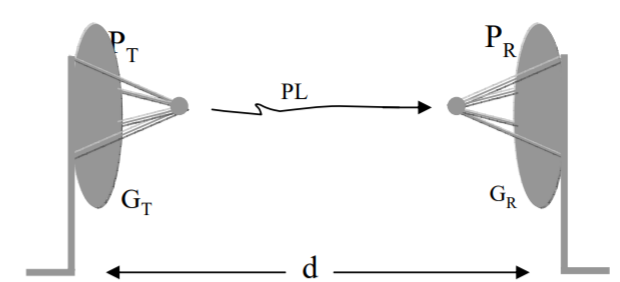
Modelo de propagación por espacio libre

### Modelo de propagación de espacio libre
Los sistemas de comunicación por satélite y los enlaces de radio de línea de visión de microondas suelen experimentar una propagación en el espacio libre. Al igual que ocurre con la mayoría de los modelos de propagación de ondas de radio a gran escala, este modelo predice que la potencia recibida disminuirá en función de la distancia de separación que hay entre el transmisor y el receptor, elevada a cierta potencia (es decir, una función de la ley de potencia). Este modelo es utilizado para predecir la fuerza de la señal recibida cuando el transmisor y el receptor tienen una línea de visión clara y sin obstáculos entre ellos. La potencia en el espacio libre recibida por una antena receptora que está separada de una antena transmisora radiante por una distancia (d), viene dada por la ecuación de espacio libre de Friis:
{\displaystyle P_{r}(d)={\frac {P_{t}G_{t}G_{r}\lambda ^{2}}{(4\pi )^{2}d^{2}L}}}
- Donde {\displaystyle P_{t}} es la     potencia transmitida.
- {\displaystyle P_{r}(d)} es la potencia recibida en función de la separación TR.
- {\displaystyle G_{t}} es la ganancia de la antena del transmisor.
- {\displaystyle G_{r}} es la ganancia de la antena del receptor.
- {\displaystyle d} es la distancia de separación TR en metros.
- {\displaystyle L} es el factor de pérdida del sistema no relacionado con la propagación {\displaystyle (L\geq 1)}.
- {\displaystyle \lambda } es la longitud de onda en metros.

La ecuación de Friis demuestra que la potencia recibida cae como el cuadrado de la distancia de separación entre el transmisor y el receptor. Por lo cual la potencia recibida decae con la distancia a una tasa de 20 dB / década.
Ya que la ganancia está relacionada con el área efectiva, tenemos que:
{\displaystyle G={\frac {4\pi A_{e}}{\lambda ^{2}}}}
Despejamos el área efectiva {\displaystyle A_{e}}, la cual está relacionada con el tamaño físico de la antena:
{\displaystyle A_{e}={\frac {G\lambda ^{2}}{4\pi }}}
- Donde {\displaystyle G} es la ganancia de la antena.
- {\displaystyle A_{e}} es el área efectiva.
- {\displaystyle \lambda } es la longitud de onda.

Lambda está relacionada con la frecuencia portadora por:
{\displaystyle \lambda ={\frac {c}{f}}={\frac {2\pi c}{W_{c}}}}
- Donde {\displaystyle f}   es la frecuencia portadora en hercios.
- {\displaystyle W_{e}} es la frecuencia portadora en radianes por segundo.
- {\displaystyle c}   es la velocidad de la luz expresada en m/s

### Pérdida de trayectoria en el espacio libre en decibelios
La pérdida de trayecto, que representa la atenuación de la señal como una cantidad positiva medida en dB, se define como la diferencia (en dB) entre la potencia transmitida efectiva y la potencia recibida, y puede incluir o no el efecto de las ganancias de la antena.
La pérdida de trayectoria para el modelo de espacio libre cuando se incluyen las ganancias de antena viene dada por:
{\displaystyle PL(dB)={10\log({\frac {P_{t}}{P_{r}}})}={-10\log({\frac {G_{t}G_{r}\lambda ^{2}}{(4\pi )^{2}d^{2}}})}}
Cuando se excluyen las ganancias de antena, se supone que las antenas tienen ganancia unitaria y la pérdida de trayectoria viene dada por:
{\displaystyle PL(dB)={10\log({\frac {P_{t}}{P_{r}}})}={-10\log({\frac {\lambda ^{2}}{(4\pi )^{2}d^{2}}})}}

### Ecuación típica
Para expresar las pérdidas de trayecto en términos decibelios {\displaystyle (dB)}, se tiene la siguiente ecuación:
{\displaystyle FSPL(dB)={10\log _{10}(({\frac {4\pi df}{c}})^{2})}}
{\displaystyle FSPL(dB)={20\log _{10}({\frac {4\pi df}{c}})}}
{\displaystyle FSPL(dB)={20\log _{10}(d)+20\log _{10}(f)+20\log _{10}(({\frac {4\pi }{c}}))}}
{\displaystyle FSPL(dB)={20\log _{10}(d)+20\log _{10}(f)-147.55}}
En la ecuación de FSPL, cambia la constante numérica dependiendo del orden de las unidades de la frecuencia {\displaystyle (f)} y de la distancia {\displaystyle (d)}:
- {\displaystyle (f)} medido en unidades de GHz y {\displaystyle (d)} en km, es la más común en aplicaciones de radio.

{\displaystyle FSPL(dB)={20\log _{10}(d)+20\log _{10}(f)+92.45}}
- {\displaystyle (f)}  medido en unidades de kHz y {\displaystyle (d)} en m.

{\displaystyle FSPL(dB){\displaystyle ={20\log _{10}(d)+20\log _{10}(f)-87.55}}}
- {\displaystyle (f)} medido en unidades de MHz y  {\displaystyle (d)} en m.

{\displaystyle FSPL(dB){\displaystyle ={20\log _{10}(d)+20\log _{10}(f)-27.55}}}
- {\displaystyle (f)} medido en unidades de MHz y {\displaystyle (d)} en km.

{\displaystyle FSPL(dB){\displaystyle ={20\log _{10}(d)+20\log _{10}(f)+32.44}}}